# ملعب لودوفي
ملعب لودوفي هو ملعب كرة قدم متعدد الأغراض يقع في بولندا، يتسع لجلوس 7،500 متفرج. بدأ بناؤه في 1956. يستخدم حالياً في الغالب لمباريات كرة القدم، ويعتبر بمثابة الملعب البيتي لنادي زاغويمبيه سوسنوفييتس. الملعب له القدرة على استيعاب 7،500 شخص.

## روابط خارجية
- صور الملعب على StadiumDB.com